# Bryum ekmanii
Bryum ekmanii là một loài rêu trong họ Bryaceae. Loài này được Thér. mô tả khoa học đầu tiên năm 1939.